# 1983 en animation asiatique
Voir aussi: 1983 au cinéma - 1983 à la télévision
1982 en animation asiatique - 1983 en animation asiatique - 1984 en animation asiatique

## Principales diffusions au Japon

### Films
- 11 février : Lamu : Only You
- 12 mars : Crusher Joe (en)
- 12 mars : Doraemon: Nobita no kaitei kiganjō
- 12 mars : Harmagedon
- 12 mars : Ninja Hattori-kun: Nin nin ninpo enikki no maki (en)
- 12 mars : Perman: Birdman ga yatte kita!! (en)
- 13 mars : Dr. Slump & Arale-chan Hoyoyo! Sekai Issuu Dai Race
- 13 mars : Les fables d'Esope (ja)
- 7 mai : Golgo 13: The Professional
- 29 avril : Noel no fushigi na bōken (en)
- 29 avril : Pro yakyū o 10-bai tanoshiku miru hōhō (ja)
- 9 juillet : Document taiyou no kiba dougram (en)
- 9 juillet : Xabungle Graffiti (en)
- 10 juillet : Pataliro! Stardust keikaku
- 16 juillet : Unico: Mahō no shima e
- 21 juillet : Hadashi no Gen
- 16 septembre : Nine (en)
- 18 décembre : Nine 2: Koibito Sengen (en)

### OVA
- 10 octobre : Midori no neko (en)
- 21 décembre : Dallos (4 épisodes)
- 24 décembre : Amefuri kozō (en)

### Séries télévisées
- 9 janvier : Dans les Alpes avec Annette (48 épisodes)
- 9 janvier : Super Durand (50 épisodes)
- 10 janvier : Captain (en) (26 épisodes)
- 21 janvier : Akū daisakusen srungle (ja) (53 épisodes)
- 5 février : Aura Battler Dunbine (45 épisodes)
- 1 mars : Embrasse-moi Lucile (42 épisodes)
- 30 mars : Kōsoku Denjin Albegas (en) (45 épisodes)
- 31 mars : Tommy et Magalie (37 épisodes)
- 1 avril : Armored Trooper Votoms (en) (52 épisodes)
- 2 avril : Itadakiman (en) (20 épisodes)
- 2 avril : Supernana (39 épisodes)
- 3 avril : Kinnikuman (137 épisodes)
- 3 avril : Manga Nihonshi (ja) (52 épisodes)
- 3 avril : Ordy ou les Grandes Découvertes (127 épisodes)
- 4 avril : Madame Pepperpote (130 épisodes)
- 4 avril : Perman (en) (saison 2) (526 épisodes)
- 4 avril : SuperLivre II (26 épisodes)
- 5 avril :  Ginga shippū sasuraiger (en) (43 épisodes)
- 7 avril : Eagle Sam (51 épisodes)
- 9 avril : Lady Georgie (45 épisodes)
- 11 avril : Signé Cat's Eyes (73 épisodes)
- 20 mai : Stop! Hibari-kun (35 épisodes)
- 26 mai : Bemubemu hunter kotengu tenmaru (ja) (19 épisodes)
- 5 juin : PlaWrestle Sanshiro (en) (37 épisodes)
- 1 juillet : Biniky le dragon rose (26 épisodes)
- 1 juillet : Creamy, merveilleuse Creamy (52 épisodes)
- 3 juillet : Super Dimension Century Orguss (35 épisodes)
- 6 juillet : Saikoāmā gōbarian (en) (26 épisodes)
- 2 octobre : Mospeada (25 épisodes)
- 7 octobre : Pandi Panda (52 épisodes)
- 7 octobre : Tokusou kihei dorvack (en) (36 épisodes)
- 10 octobre : Les fables d'Esope (ja) (52 épisodes)
- 13 octobre : Olive et Tom (128 épisodes)
- 20 octobre : Ninja Boy (en) (24 épisodes)
- 21 octobre : Ginga hyōryū Vifam (en) (46 épisodes)
- 8 novembre : Kojika monogatari (52 épisodes)